# Szécsényi Ferencné
Szécsényi Ferencné (születési nevén Klár Mária) (Budapest, 1928. április 6. – Budapest, 2009. december 21.) Balázs Béla-díjas magyar vágó, Szécsényi Ferenc Kossuth-díjas operatőr felesége. Szakmájában ő volt az első nő, sok vágó példaképe. Olyan filmeknek is munkatársa volt, mint a Körhinta, vagy az Egri csillagok.

## Életpályája
1946-tól vágó volt a Mafilmnél. Első önálló munkája az Ütközet békében (1951) című film volt. 1967–1988 között a Színház- és Filmművészeti Főiskola tanára volt.

## Magánélete
1950-ben kötött házasságot Szécsényi Ferenccel. Két lányuk született.

## Filmjei
- Ütközet békében (1951)
- Becsület és dicsőség (1951)
- Első fecskék (1952)
- A harag napja (1953)
- Körhinta (1956)
- Hannibál tanár úr (1956)
- Éjfélkor (1957)
- Édes Anna (1958)
- Csempészek (1958)
- A Noszty fiú esete Tóth Marival (1960)
- Két félidő a pokolban (1961)
- Dúvad (1961)
- Megszállottak (1962)
- Nappali sötétség (1963)
- Vízivárosi nyár (tv-film, 1964)
- Mit csinált felséged 3-tól 5-ig? (1964)
- Karambol (1964)
- Húsz óra (1965)
- Mindet kezdet nehéz (1966)
- Kárpáthy Zoltán (1966)
- Fügefalevél (1966)
- Egy magyar nábob (1966)
- Utószezon (1967)
- Tízezer nap (1967)
- Egri csillagok (1968)
- Próféta voltál szívem (1968)
- Isten hozta, őrnagy úr! (1969)
- A Pál utcai fiúk (magyar–amerikai, 1969)
- Én vagyok Jeromos (1970)
- Hangyaboly (1971)
- Fotográfia (1972)
- Emberrablás magyar módra (1972)
- Plusz-mínusz egy nap (tv-film, 1973)
- És mégis mozog a föld (tv-film, 1973)
- Egy kis hely a nap alatt (1973)
- Ártatlan gyilkosok (1973)
- 141 perc a befejezetlen mondatból (1975)
- Fekete gyémántok (1976)
- Az ötödik pecsét (1976)
- Magyarok (1978)
- A ménesgazda (1978)
- Októberi vasárnap (1979)
- Az erőd (1979)
- Requiem (1981)
- Ideiglenes paradicsom (1981)
- Liszt Ferenc (magyar–német–olasz–francia–angol tv-filmsorozat, 1982)
- Szeretők (1984)
- Szegény Dzsoni és Árnika (1983)
- Sortűz egy fekete bivalyért (1984)
- A vörös grófnő (1985)
- Az elvarázsolt dollár (1985)
- Valahol Magyarországon (1987)
- Eszterkönyv (1989)
- Lőrinc (1990)
- Hamis a baba (1991)
- Köd (1994)
- A három testőr Afrikában (1996)

## Díjai
- Balázs Béla-díj (1970)
- Érdemes művész (1980)
- A Magyar Köztársasági Érdemrend tisztikeresztje (2006)[4]